# 阿派朗
阿派朗是古希腊的哲學術語，意思是“无限定”或“无定形”  的愛奧尼亞希腊形式peras ，“结束、限制、边界”。它类似于波斯語piramon ，意思是“边界、周长、周围”。

## 阿派朗的起源
阿派朗是公元前6世纪希腊哲学家前苏格拉底哲學阿那克西曼德提出宇宙学理论的核心思想，他的文獻大部分已散佚。但从现有的一些碎片中，我们了解到他認為始基的开始和終結是永恆的、无限的、或者是无边的。且不受衰变的影响，而这永恒亦不斷产生了新的材料，从中我们可以感知到一切的變化。 阿朗派产生了世界的对立（热冷，干湿等）（参见赫拉克利特）。他認為，一切都是从阿派朗而产生，毀滅後又回到阿派朗。 如此形成了無限的世界。
他的思想受到傳統希腊神话及其老师泰勒斯（公元前7至6世纪）的影响，阿那克西曼德保留了古希臘传统對宇宙運行的解釋，并运用古老的神话对宇宙的各个领域进行神圣的控制，从而合理地解释宇宙運行。这說法更适合于以神靈解釋一切的社會。因此，自然法则的最初本身就是源自神圣法则。 希腊人认为，普遍原则也可以适用于人类社会。 故此，nomos（法律）一词最初可能指自然法，后来才指人造的法律。 
希腊哲学进入了高度的抽象。它采用阿派朗作为万物的起源，因为它完全不确定。这是从先前现有的神话思维方式到新的理性思维方式进一步的转变，这是古时期（公元前8至6世纪）的主要特征。这种思想上的转变与公元前6世纪希腊城邦的新政治状况有关。 

## 根源
在赫西俄德神话希腊宇宙论中（公元前8至7世纪），第一个希臘原始神是Chaos ，这是一个空白。Chaos被描述为塔耳塔罗斯与地球表面之间的间隙（Miller的解释）或地球表面与天空之间的间隙（Cornford的解释）。 也可以将其命名为深渊（无底）。
另外，希腊哲学家泰勒斯认为始基是水。锡罗斯的斐瑞居德斯（公元前6世纪）将水也称为Chaos，这并不是一开始就存在的。 
在近东的创作故事中，原始世界被描述为无形和空虚的。创造之前唯一存在的东西是深渊。巴比伦的宇宙学埃努瑪·埃利什将宇宙的最早阶段描述为水的混乱之一，“創世記”中也描述了类似的东西。 在类似于吠陀（Hiranyagarbha ）的印度宇宙中，宇宙的初始状态是绝对的黑暗。
希腊哲学进入了高度抽象的境界，使阿派朗成为“万物”的原理，一些学者认为，现有的神话与新的理性思维方法（理性主义）之间存在差距。但是，如果我们遵循这条路线，我们会发现与先前的想法并没有那么突然的中断。希腊的第一批哲学家认为，构成自然界的自然，水，空气，火，土的基本元素实际上代表着神话般的原始力量。这些力量的碰撞根据希腊宇宙论（赫西奥德）产生了宇宙和谐。 阿纳克西曼德注意到这些元素之间的相互变化，因此他选择了其他某种（种类不确定），可以产生其他元素而不会发生任何衰减。 
他的老师Thales也有一句名言： “什么是神圣？没有起源，也没有终结。”这很可能啟發了他的學生「阿派朗」的概念，因为代表著它始终的存在。在宗教概念上，希腊人从遥远的上古时代就已经認知了时间无限的概念，而阿那克西曼德的描述符合了这种概念。这个概念被称为“永恒”（Hippolitus I，6，I; DK B2）。 

## 创造世界
人們普遍认为「阿派朗」是一套物質理論。它支持热和冷、湿和干等对立的理論，并引領著事物的运动。由此，世界上发现的所有形状和差异都在當中生长。从模糊至无限的中產生了一種质量，形成我们这个地球的形状。火球环绕着周围的空气，最初像树皮一样紧紧抓住它。当它破裂时，它便创造了太阳、月亮和星星。 而最初的动物是在水中产生的， 当他们在地球上时，他们被太阳的影响而改变。人类則是从其他动物身上誕生出来，这些动物本来就像鱼。 从寒冷的大地和水中汲取的炽热球体是世界的临时神灵，聚集在地球周围，古代思想家认为这就是世界的初始。

## 释义
在辛普利修斯对亚里斯多德物理学的评论中，以下段落受到阿那克西曼德的啟發：
From where things have their origin, there their destruction happens as it is ordained [Greek: kata to chreon means "according to the debt"]. For they give justice and compensation to one another for their injustice according to the ordering of time.
然而，這個段落的演繹方式仍然是个谜，因为它可以通过不同的方式进行翻译。辛普利修斯评论道，阿那克西曼德注意到四个要素（地、風，水，火）之间的相互变化，因此他没有选择其中的一个作为原点，而是产生了相反的东西却没有经历任何衰减的其他东西。他还提到阿纳克西曼德用诗意的方式表達了這現象， 表示他引述了神话狄刻（Dike）來表達這理論。 Dike（正义）一词最初可能源自一个人的土地的边界，并隐喻了一个观念，即某人必须保留在自己的领域中，尊重邻居。  而adikia （不正義）一词則表示某人在自己的領域以外活动，可能会扰乱“秩序”（ eunomia ）。 在荷马的《奥德赛》中，幸福与傲慢自大形成鲜明对比。 傲慢被认为是非常危险的，因为它潛在的力量會破坏平衡并导致政治不稳定，最终使国家造成破坏。
埃提烏斯 （公元前1世纪）發表了不同的思想：
Everything is generated from apeiron and there its destruction happens. Infinite worlds are generated and they are destructed there again. And he says (Anaximander) why this is apeiron. Because only then genesis and decay will never stop.——Aetius I 3,3<Ps.Plutarch; DK 12 A14.>
因此，阿那克西曼德亦對阿派朗發起過争论 ，亚里士多德也注意到了这一点：
The belief that there is something apeiron stems from the idea that only then genesis and decay will never stop, when that from which is taken what is generated is apeiron.——Aristotle, Physics 203b 18–20 <DK 12 A 15.>
弗里德里希·尼采 弗里德里希·尼采 認為阿那克西曼德是一个悲观主义者，他认为一切都對永恒之物成為非法解放。為此，毁灭是唯一的苦难.。按照这种方式，单个确定对象的世界应该消灭到不确定中，因为任何确定最终都必须返回到不确定中。他的思想对包括马丁·海德格尔在内的许多学者都产生了巨大的影响。
维尔纳·海森堡因提出了量子力学而闻名，他提出了这样一个想法，即基本粒子应被视为一种與“原始物质”的不同表现形式、不同的量子形态。由于它与阿那克西曼德所假设的原始物质相似，因此他的同事马克斯·玻恩和维尔纳·海森堡提出了量子力学。他提出了这样一个想法，即基本粒子应被视为一种與“原始物质”的不同表现形式、不同的量子形态。·玻恩将该物质称为「阿派朗」。
其他领域的学者，例如伯特兰·罗素 和Maurice Bowra 并没有否认阿那克西曼德是第一个使用「阿派朗」这个词的人，但是他認為這是相反力量的平衡，因为在现实的中心位置更接近于引语由辛普利修斯传播。
还有其他解释试图与上述两个方面匹配。 阿派朗是一种抽象的虚无，根据希腊对死亡的悲观信念无法描述。死亡确实意味着“无关紧要”。死者像影子一样生活，没有回归现实世界的机会。猿人产生的所有东西都必须按照成因衰减原理返回那里。在相反的成因，衰落，傲慢与正义之间存在一种极强的吸引力。存在本身会感到内。 
正义會破壞一切诞生的事物。除了破坏之外，没有任何外部限制可以限制人类的活动。傲慢是人类存在的混沌元素的一种表达，并且在某种程度上是秩序反弹机制的一部分，因为将其推向破坏，这也是一种重建。 

## 对希腊和西方思想的影响
我们可以假设不同解释中的矛盾是因为阿那克西曼德结合了两种不同的思维方式。第一个涉及阿派朗是形而上的（并可能导致一元论），而第二个涉及互变和对立平衡是现实的中心。 希腊思想中也存在着同样的悖论。希腊人认为，每个人的大脑和心脏都有无限的潜能，这种观点要求一个人生活在自己的力量之巅。但是，他的最雄心勃勃的野心是有限度且傲慢的不公（adikia）。這可能会扰乱和谐与平衡。在这种情况下，正义（狄刻）将摧毁他以重建秩序。 这些思想在后来的希腊哲学家中显而易见。  菲洛勞斯 （公元前5世纪）提到自然是由无限的世界构成和组织的（古希臘語： apeira ， apeiron的复数形式），并且是有限的。故此，世界上存在的一切都包含着无限和有限，這被稱為「阿派朗」。 柏拉图提到了类似的东西：如果没有连续且同时包含有限和无限、确定和不确定的东西，那么什么都不存在。 
西方思想中某些学说，仍然保留了一些原始思想：“上帝命定所有人都应死”，“死亡是共同的债务”。希腊语adikia （不公正）一词传达了这样的观念，即某人在自己的區域以外进行活动，而没有尊重自己的鄰邦。因此，他犯了傲慢。相对英文单词傲慢（要求为自己没有正当理由），非常接近格言的原意：“沒有過份。”（Nothing in excess）

## 苏格拉底前其他哲学家关于阿派朗的观点
前苏格拉底的其他哲学家对阿派朗有不同的理论。对于毕达哥拉斯主義（尤其是菲洛勞斯）来说，宇宙是从一个阿派朗开始，但在某个时候，它从外部吸入了空洞，使宇宙充满了氣泡，从而将世界分为许多不同的部分。对于阿那克薩哥拉來說，最初的阿派朗已经擁有神一样的智性。在它的控制下快速旋转，并且巨大的旋转速度使宇宙分裂成许多碎片。但是，由於每個事物都起源于同一阿派朗，所以所有事物都必须包含所有其他事物的一部分，例如，一棵树还必须包含小块的樹葉、亦有泥土和沙粒。仅此一项就说明了如何将一个对象转换为另一个对象，因为每个物件已经包含了其他事物。

## 參看
- 哲學
- 輪迴
- 阿那克西曼德